# Felix van Deventer
Felix van Deventer (* 3. Juni 1996 in Hamburg) ist ein deutscher Schauspieler.

## Leben
Van Deventer plante nach Erlangung der mittleren Reife die Nachholung des Abiturs. Jedoch unterbrach er die schulische Laufbahn aufgrund seiner Schauspieltätigkeit bei Gute Zeiten, schlechte Zeiten (GZSZ).
Seit 2014 gehört er dem Ensemble der RTL-Fernsehserie GZSZ an, in der er am 25. Juli 2014 in der 5544. Folge erstmals in der Rolle des Jonas Seefeld auftrat. Im Januar 2019 war er Teilnehmer der 13. Staffel der RTL-Sendung Ich bin ein Star – Holt mich hier raus!, bei der er den zweiten Platz erreichte.
Im Juli 2019 wurden Felix van Deventer und seine Lebensgefährtin Antje Zinnow Eltern eines Sohnes. Am 2. Mai 2025 kam ihre gemeinsame Tochter zur Welt.

## Filmografie
- seit 2014: Gute Zeiten, schlechte Zeiten (Fernsehserie, ab Folge 5544)
- 2019: Ich bin ein Star – Holt mich hier raus!
- 2019: Das perfekte Promi-Dinner – Dschungelspezial
- 2019: Ninja Warrior Germany – Promi-Special
- 2022: RTL Turmspringen
- 2024: Bettys Diagnose (Fernsehserie, Staffel 10, Episode 210)